# The Marías
The Marías es una banda de indie pop de Los Ángeles, California, compuesta por la cantante principal puertorriqueña María Zardoya y el baterista nativo de Los Ángeles Josh Conway. Son conocidos por interpretar canciones tanto en inglés como en español, además de infundir su música con elementos como percusión de jazz, riffs de guitarra, voces aterciopeladas y solos de trompeta. En su show en vivo, con Zardoya en la voz principal y Conway en la batería, se les unen Jesse Perlman en la guitarra, Doron Zounes en el bajo, Edward James en los teclados y Gabe Steiner en la trompeta. Carter Lee fue un ex bajista hasta su partida en 2019.

## Historia
La banda lleva el nombre de su cantante principal María Zardoya, quien nació en Puerto Rico y creció en Atlanta, Georgia. Ella y su compañero Josh Conway, el baterista, se conocieron en un espectáculo en Kibitz Room, el bar y lugar de música dentro de Canter's Deli en Los Ángeles. Ella actuaba en el local y él se encargaba del sonido, algo que nunca antes había hecho. Comenzaron a escribir casi inmediatamente después de conocerse y posteriormente comenzaron a salir. Pronto reclutaron a amigos cercanos para que se unieran como miembros de la banda; Edward James en los teclados y el guitarrista Jesse Perlman. Se les ofreció la oportunidad de hacer canciones para televisión, lo que les ayudó a comprender la sensación visual y sonora que buscaban, pero cuando no se materializó, usaron sus grabaciones para hacer un EP, titulado "Superclean Vol". Vol. I se lanzó en 2017, mientras que su continuación Vol. II se lanzó en 2018.
En 2018, colaboraron con Triathalon en la canción “Drip”, que se lanzó como sencillo.
En septiembre de 2021, su sencillo «Hush» encabezó la lista Billboard Adult Alternative Airplay, convirtiéndose en su primer sencillo en la cima de la lista. El 23 de noviembre, The Recording Academy anunció que el álbum debut de la banda, Cinema, fue nominado a un Grammy en la categoría "Mejor álbum diseñado, no clásico".
En 2022, la banda se fue de gira en promoción de Cinema, además de abrir para Halsey en su Love and Power Tour.
En 2022, colaboraron con Bad Bunny en la canción “Otro Atardecer” de su álbum Un Verano Sin Ti.
En 2023, participaron con Cuco en la canción “Si Me Voy”, que se lanzó como sencillo, y también con Tainy y Young Miko en la canción “Mañana” del álbum Data de Tainy. Más tarde en 2023, colaboraron con Eyedress en las canciones “Separate Ways” y “A Room Up in the Sky”.
En febrero de 2024, The Marías lanzaron un tráiler de su próximo álbum, Submarine. En marzo de 2024, publicaron su primer sencillo del álbum llamado “Run Your Mouth”, así como anunciaron que Submarine se lanzaría el 31 de mayo de 2024. En abril de 2024, vio la luz el segundo sencillo de Submarine, “Lejos de Ti” y más tarde revelaron la lista de canciones de Submarine. El 3 de mayo de 2024 lanzaron dos sencillos simultáneamente: “No One Noticed” y “If Only”.

### Influencias
María Zardoya ha declarado que sus influencias incluyen a la fallecida cantante tejana Selena, Norah Jones, Sade, Nina Simone, Billie Holiday, Carla Morrison, Julieta Venegas, Erykah Badu y el cineasta Pedro Almodóvar, mientras que Conway está influenciado por Tame Impala, Radiohead, D 'Angelo y The Strokes.
Zardoya ha comentado que si bien el resto de los integrantes de la banda no estaban familiarizados con las musicalidades latinoamericanas, estaban abiertos desde un principio a experimentar con nuevos estilos, lo que finalmente llevó a que incorporaran varias pistas en español en sus lanzamientos y buscaran colaboraciones con artistas puertorriqueños destacados en los géneros urbanos tales como Bad Bunny y Tainy.

## Discografía

### Álbumes de estudio
- Cinema (2021) – Nro. 176 EE. UU Billboard 200[22]
- Submarine (2024) – Nro. 17 EE. UU Billboard 200[23]

### EPs
- Superclean Vol. I (2017)
- Superclean Vol. II (2018)

### Sencillos
- "Drip" (con Triathalon) (2018)
- "...Baby One More Time" (2019)
- "Out for the Night" (live) (2019)
- "Hold It Together" (2020)
- "Jupiter" (2020)
- "Exit Music for a Film" (2020)
- "Care for You" (2020)
- "Bop It Up!" (2020)
- "We're the Lucky Ones" (2020)
- "Hush" (2021)
- "Un Millón" (2021)
- "Little by Little" (2021)
- "Kyoto" (The Marías Remix) (2021)
- "In or In-Between" (Remix) (2021)
- "Hush" (Still Woozy Remix) (2021)
- "Hush" (Spotify Singles) (2021)
- "Dakiti" (Spotify Singles) (2021)
- "Si Me Voy" (con Cuco) (2023)
- "Mañana" (con Tainy y Young Miko) (2023)
- "Separate Ways" (con Eyedress) (2023)
- "A Room Up in the Sky" (con Eyedress) (2023)
- "Run Your Mouth" (2024)
- "Lejos de Ti" (2024)
- "No One Noticed" (2024)
- "If Only" (2024)
- "Back To Me" (2025)
- "Nobody New" (2025)